# NGC 7319
المجرة إن جي سي 7319 (بالإنجليزية : NGC 7319) هي مجرة حلزونية ضلعية ترى في اتجاه كوكبة الفرس الأعظم. وهي تبعد عن الأرض نحو 300 مليون سنة ضوئية .
طبقا لـ الفهرس العام الجديد NGC تعتبر المجرة إن جي سي 7319 أحد أعضاء عنقود مجرات خماسية ستيفان. في 23 سبتمبر 1876 أكتشف العالم الفلكي الفرنسي «إدوارد ستيفان» المجرة عن جي سي 7319 وأخواتها، وسميت تلك المجرات بعد ذلك خماسية ستيفان.
تتكون خماسية ستيفان من المجرات : إن جي سي 7317 , إن جي سي 7318 ،و إن جي سي 7318 ب ، وإن جي سي 7319 ، وإن جي سي 7320.

## وصلات خارجية

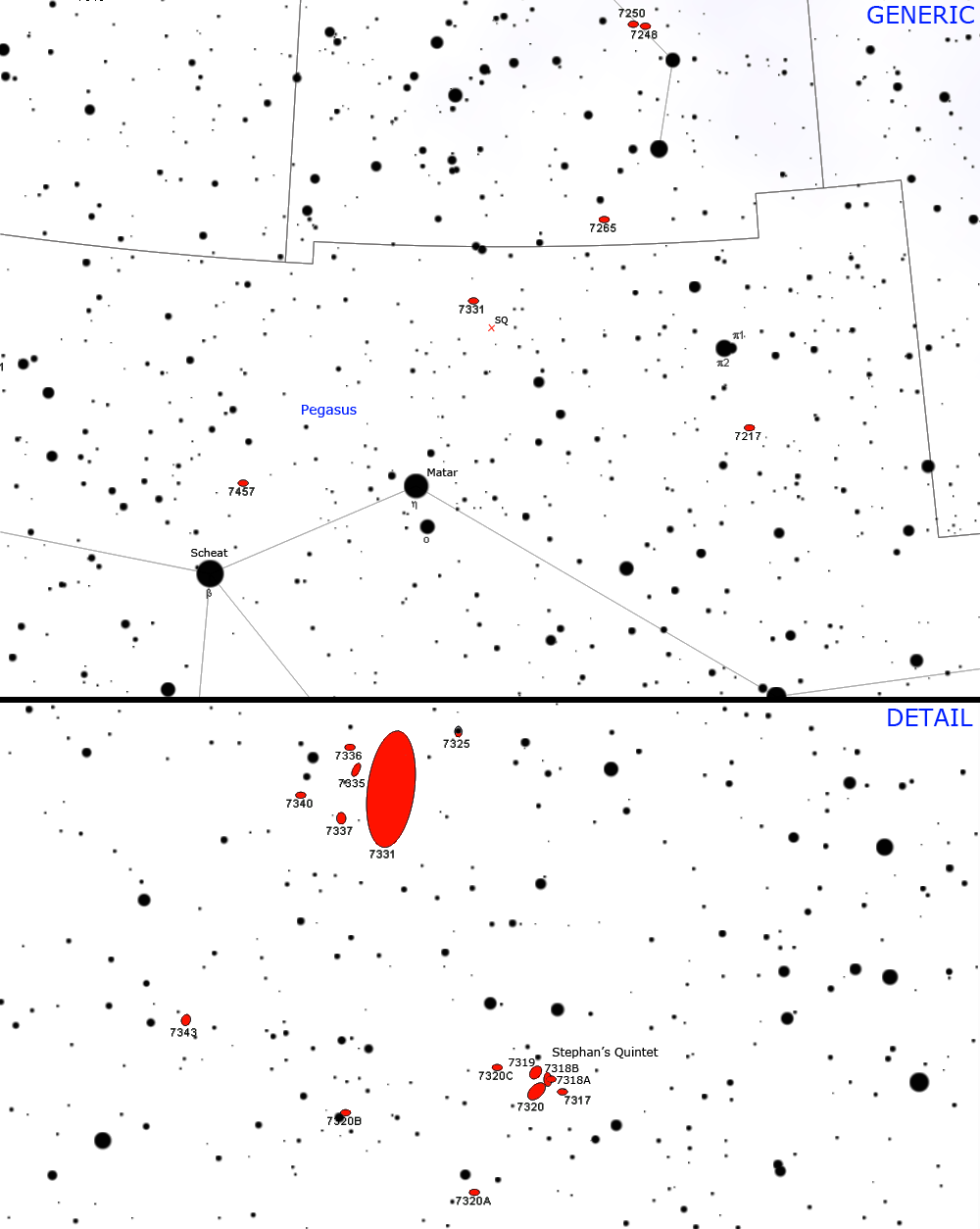
موقع الخماسية : فوق معلمة بصليب أحمر SQ ; التفاصيل تحت :موقع الخماسية بالنسبة لمجرة NGC 7331 ومجموعتها. إن جي سي 7319 تجدها صغيرة في الخماسية SQ (أسفل).

- astronews: Ein detaillierter Blick auf Stephans Quintett
- spektrumdirekt: Zu nah an der roten Laterne
- NOAO
- Spitzer Space Telescope
- Hubble Space Telescope
- SEDS